# 도쿄 행진곡
도쿄 행진곡(일본어: 東京行進曲, Tokyo March, Tokyo koshinkyoku)은 일본에서 제작된 미조구치 켄지 감독의 1929년 영화이다. 이리에 타카코 등이 주연으로 출연하였다.

## 출연

### 주연
- 이리에 타카코

### 조연
- 코스기 이사무
- 난부 쇼조
- 나츠카와 시즈에
- 시마 코지
- 타카기 에이지

## 제작진
- 원작자: 키쿠치 칸